# Alcinópolis
Alcinópolis là một đô thị thuộc bang Mato Grosso do Sul, Brasil. Đô thị này có diện tích 4399,676 km², dân số năm 2007 là 4299 người, mật độ 0,98 người/km².